# Miguel Catalán González
Miguel Catalán González (Valencia, 29 de enero de 1958 - 23 de septiembre de 2019) fue un filósofo, profesor y escritor español.

## Biografía
Cursó estudios primarios en el Patronato de la Juventud Obrera. Trabajó un año como aprendiz en la imprenta Sucesores de Vives Mora antes de ingresar en el Instituto Luis Vives de la capital valenciana. Las lecturas de sus años de bachillerato, sobre todo Bertrand Russell, Schopenhauer y Nietzsche le influyeron notablemente conduciéndolo a los estudios de licenciatura en filosofía. 
Siendo estudiante universitario se dedicó a la escritura de ficciones, influido por Thomas Mann y Marcel Proust, lecturas juveniles que dejaron huella en el estilo de su prosa. Se licenció en filosofía (sección de filosofía pura). En 1984 presentó su tesis de doctorado sobre la teoría moral del pragmatista estadounidense John Dewey, posteriormente publicada con el título de Pensamiento y acción (1994), su primer libro. 
Habiendo impartido docencia durante unos años como profesor de enseñanza secundaria (tras oposición ganada en 1985), a partir de 1993 ejerció la enseñanza universitaria como profesor de pensamiento político y de ética de la información en la Universidad CEU Cardenal Herrera de Valencia. Catalán continuó desempeñando su labor docente en la Facultad de Ciencias de la Información de esta universidad hasta su prematura muerte.
Es Premio Juan Andrés de Ensayo e Investigación en Ciencias Humanas (2014).

## La obra diversa de Miguel Catalán
Tanto en sus obras de ensayo como de ficción, Catalán investiga la naturaleza humana desde una perspectiva que pudiéramos denominar indirecta o negativa a partir de un enfoque interdisciplinar de las ciencias humanas basada en su interés por el error, el engaño y la ilusión. Tras publicar el “Diccionario de falsas creencias”, el cual pone de relieve su interés por la dimensión cognitiva del prejuicio, su actividad filosófica se centra en torno a la construcción de un amplio tratado general sobre el engaño y la mentira titulado “Seudología”.
Seudología es la obra fundamental de Miguel Catalán, compuesta en 13 volúmenes publicados entre 2004 y 2020 (reunidos como obra completa en Madrid, Editorial Verbum).  
El primer volumen de Seudología, que se tituló El prestigio de la lejanía. Ilusión, autoengaño y utopía (premio Juan Gil-Albert de ensayo y después el de la Crítica Valenciana) sostiene la tesis de la universalidad del autoengaño y, hasta cierto punto, su conveniencia, así como la necesidad de establecer límites a su imperio mediante un ejercicio de introspección crítica destinado no obstante a obtener un éxito limitado. La segunda parte del libro desarrolla una documentada tesis sobre la naturaleza compensatoria de las utopías literarias. 
Antropología de la mentira, el segundo volumen, saca a la luz las raíces antropológicas de las artes del engaño desde las dimensiones del lenguaje, la inteligencia y la libertad de elección humanas. 
El tercer volumen, Anatomía del secreto, estudia el engaño defensivo de los individuos ante la necesidad del grupo social de controlar la conducta de sus miembros. Temas como la culpa y el castigo, el crimen y la mancha moral, el pudor y la vergüenza, el interrogatorio, el juramento, la ordalía y la tortura, desembocan en un análisis diacrónico de la transición que se produce desde las acciones asociales al secreto, y de estas a la virtud de la discreción y al derecho a la intimidad. 
En el cuarto volumen de “Seudología”, que apareció con el título de La creación burlada, Catalán se ocupa del engaño metafísico, a saber, la sospecha humana de que este mundo no es real, sino un universo impostado por una voluntad superior. El autor sugiere que la vieja sospecha expresada en diferentes culturales sobre la falta de veracidad de los dioses obedece a una idealización de experiencias psíquicas propias de las fases iniciales del desarrollo subjetivo: los adultos trasponen a la figura de los dioses falaces, ocultos, trapaceros o crueles la penosa experiencia del descubrimiento de la falsía adulta por los infantes y adolescentes. En capítulos separados trata el autor las diversas concepciones seudológicas del mundo como teatro, como juego de los dioses que inventan guerras o matanzas para divertirse, como sueño en la mente de Dios, como laberinto en que se ha dejado caer a los mortales para observar su desorientación; como experimento realizado con la humanidad por un demiurgo incompetente, al modo de los gnósticos alejandrinos, o bien por un ordenador hipercomplejo, al modo del ‘cerebro en la cubeta’ del filósofo Hilary Putnam. 
El quinto volumen, “La sombra del Supremo” estudia el mismo problema de la simulación del mundo desde una perspectiva no ya politeísta, sino monoteísta. 
El sexto volumen, “Ética de la verdad y de la mentira”, está dedicado al problema propiamente ético de la falsedad y el engaño, y en especial indaga en la prohibición absoluta de mentir, una interdicción que proviene según Catalán de la religión monoteísta que a partir de la tradición irania llega a las tres religiones del Libro a través del judaísmo tardío. La parte prescriptiva del tomo propone una ética naturalista de la veracidad que deje a un lado la prohibición rigorista para aplicar un cálculo felicitario de intenciones y consecuencias. Este volumen sexto, "Ética de la verdad y de la mentira" (obtuvo el V Premio Juan Andrés). 
Mentira y poder político (2017), el séptimo volumen y más extenso, se ocupa de la falsía que su autor calificó como la más censurable. A este siguen: Poder y caos. La política del miedo, La santa mentira, La alianza del trono y el altar, La mentira nociva, La traición y, por último, La mentira benéfica.
Por otra parte, además de su extenso tratado sobre el engaño, Catalán cultivó el género del pensamiento breve y misceláneo en sucesivos tomos de aforismos y paradojas titulados “El sol de medianoche”, “La nada griega” y La ventana invertida”. Fue asimismo autor de ficción narrativa: publicó las novelas Te morirás sin saberlo y El último Juan Balaguer (obtuvo el Premio de la Crítica Valenciana), los libros de relatos Sólo por si acaso y Breve historia, entre otros títulos que desafían los límites entre los géneros, como el libro de paradojas “El sol de medianoche” o “El manuscrit cremat”, publicado originalmente en catalán. 
Tradujo y prologó para las editoriales Sequitur y Casimiro textos de Ambrose Bierce, Karl Kraus, Friedrich Nietzsche y John Ruskin.

## Obras

### Seudología
- El prestigio de la lejanía. Ilusión, autoengaño y utopía. Seudología I (primera edición: Barcelona: Ronsel, 2004; segunda edición: Madrid Verbum, 2014).
- Antropología de la mentira. Seudología II (primera edición: Madrid: El Taller de Mario Muchnik, 2005; segunda edición: Madrid, Verbum, 2014).
- Anatomía del secreto. Seudología III (Madrid, El Taller de Mario Muchnik, 2008).
- La creación burlada. Seudología IV (Madrid, Verbum, 2012).
- La sombra del Supremo. Seudología V (Madrid, Siruela, 2015).
- Ética de la verdad y de la mentira. Seudología VI (Madrid, Verbum, 2015).
- Mentira y poder político. Seudología VII (Madrid, Verbum, 2017).
- Poder y caos. La política del miedo (Madrid, Verbum).
- La santa mentira (Madrid, Verbum).
- La alianza del trono y el altar (Madrid, Verbum).
- La mentira nociva (Madrid, Verbum).
- La traición (Madrid, Verbum)
- La mentira benéfica (Madrid, Verbum, 2020).

### Otras obras
- Pensamiento y acción (Barcelona: P.P.U., 1994).
- Conversaciones Valencianas (Valencia: Generalitat Valenciana, 1995).
- Te morirás sin saberlo (Madrid: Huerga & Fierro, 1996).
- Proceso a la guerra (Valencia: IVEI Alfonso el Magnánimo, 1997).
- Sólo por si acaso (Onil: Edicions de Ponent, 1999).
- El manuscrit cremat (Barcelona: Dolmen Folgueroles, 2000).
- Diccionario de falsas creencias (Barcelona: Ronsel, 2001).
- El sol de medianoche. 111 paradojas (Alicante: Edicions de Ponent, 2001).
- Escritores en la biblioteca (Valencia: Biblioteca Valenciana, 2002).
- El último Juan Balaguer (Alcira: Algar del Taller de Mario Muchnik, 2002).
- Bajo el umbral (Valencia: Alfons el Magnànim, 2003).
- Breve Historia (Barcelona: Ronsel, 2004).
- El área ciega (Valencia: UNED, 2005).
- El museo leído (Valencia: Alfons el Magnànim, 2009).
- La nada griega (Madrid: Sequitur, 2013).
- La ética de la democracia. Sobre la política de John Dewey (Madrid: Verbum, 2013).
- La ventana invertida (Gijón: Trea, 2014).
- Suma breve. Pensamiento breve reunido (2001-2018) (Gijón: Trea, 2018).
- Suma y sigue (Sevilla: Libros al Albur, 2019).